# 劉珍 (漢)
劉 珍（りゅう ちん、生年不詳 - 126年頃）は、後漢の官僚・文人。字は秋孫、あるいは秘孫。またの名は宝。本貫は南陽郡蔡陽県。

## 略歴
若くして学問を好んだ。永初年間、謁者僕射となった。110年（永初4年）、太后の鄧綏の命により校書の劉騊駼・馬融や五経博士とともに東観の『五経』や諸子の伝記や百家の芸術の校定をおこない、誤脱を整理し、文字を正した。120年（永寧元年）、太后の命により劉騊駼とともに『建武已来名臣伝』を作り、侍中・越騎校尉に転じた。125年（延光4年）、宗正に任じられた。126年（永建元年）、衛尉に転じた。後に在官のまま死去した。
かれによって著された誄・頌・連珠は合わせて7篇あった。また『東観漢記』22篇や『釈名』30篇を編纂した。

## 伝記資料
- 『後漢書』巻80上 列伝第70上